# 2012–2013-as angol labdarúgó-bajnokság (másodosztály)
A 2012–2013-as angol labdarúgó-másodosztály, más néven The Football League vagy Npower Football League Championship a bajnokság 20. szezonja a megalakulása óta.

## Változások az előző idényhez képest
A Championshipből feljutott a Premier League-be
- Reading
- Southampton
- West Ham United

A Championshipből kiesett a League One-ba
- Doncaster Rovers
- Coventry City
- Portsmouth

A Championshipbe kiesett a Premier League-ből
- Wolverhampton Wanderers
- Blackburn Rovers
- Bolton Wanderers

A Championshipbe feljutott a League One-ból
- Charlton Athletic
- Sheffield Wednesday
- Huddersfield Town

## Tabella
| #   | Csapat                      | M  | GY | D  | V  | G+ – G– | GK  | P  | Megjegyzések        |
| --- | --------------------------- | -- | -- | -- | -- | ------- | --- | -- | ------------------- |
| 1.  | Cardiff City (B) (F)        | 46 | 25 | 12 | 9  | 72–45   | +27 | 87 | Premier League      |
| 2.  | Hull City (F)               | 46 | 24 | 7  | 15 | 61–52   | +9  | 79 | Premier League      |
| 3.  | Watford                     | 46 | 23 | 8  | 15 | 85–58   | +27 | 77 | Play-off            |
| 4.  | Brighton & Hove Albion      | 36 | 19 | 8  | 9  | 69–43   | +26 | 65 | Play-off            |
| 5.  | Crystal Palace (F) (R)      | 46 | 19 | 15 | 12 | 73–62   | +11 | 72 | Play-off            |
| 6.  | Leicester City              | 46 | 19 | 11 | 16 | 71–48   | +23 | 68 | Play-off            |
| 7.  | Bolton Wanderers            | 46 | 18 | 14 | 14 | 69–61   | +8  | 68 |                     |
| 8.  | Nottingham Forest           | 46 | 17 | 16 | 13 | 63–59   | +4  | 67 |                     |
| 9.  | Charlton Athletic           | 46 | 17 | 14 | 15 | 65–59   | +6  | 65 |                     |
| 10. | Derby County                | 46 | 16 | 13 | 17 | 65–62   | +3  | 61 |                     |
| 11. | Burnley                     | 46 | 16 | 13 | 17 | 62–60   | +2  | 61 |                     |
| 12. | Cardiff City                | 46 | 16 | 16 | 14 | 59–55   | +4  | 64 |                     |
| 13. | Leeds United                | 46 | 17 | 10 | 19 | 57–66   | −9  | 61 |                     |
| 14. | Ipswich Town                | 46 | 16 | 12 | 18 | 48–61   | −13 | 60 |                     |
| 15. | Blackpool                   | 46 | 14 | 17 | 15 | 62–63   | −1  | 59 |                     |
| 16. | Middlesbrough               | 46 | 18 | 5  | 23 | 61–73   | −12 | 59 |                     |
| 17. | Blackburn Rovers            | 46 | 14 | 16 | 16 | 55–62   | −7  | 58 |                     |
| 18. | Sheffield Wednesday         | 46 | 16 | 10 | 20 | 53–61   | −8  | 58 |                     |
| 19. | Huddersfield Town           | 46 | 15 | 13 | 18 | 53–73   | −20 | 58 |                     |
| 20. | Millwall                    | 46 | 15 | 11 | 20 | 51–62   | −11 | 56 |                     |
| 21. | Barnsley                    | 46 | 14 | 13 | 19 | 56–70   | −14 | 55 |                     |
| 22. | Peterborough United (K)     | 46 | 15 | 9  | 22 | 66–75   | −9  | 54 | Kiesett: League One |
| 23. | Wolverhampton Wanderers (K) | 46 | 14 | 9  | 23 | 55–69   | −14 | 51 | Kiesett: League One |
| 24. | Bristol City (K)            | 46 | 11 | 8  | 27 | 59–84   | −25 | 41 | Kiesett: League One |

Utolsó frissítés: 2013. június 24. 
Forrás: Football League Tables 
A rangsorolás alapszabályai: 1. összpontszám, 2. egymás elleni eredmények összpontszáma, 3. gólkülönbség, 4. szerzett gólok száma.
(B): Bajnokcsapat, (K): Kieső csapat, (F): Feljutó csapat, (I): Kupainduló, (R): A rájátszás győztese, (KGY): Kupagyőztes

## Rájátszás
|  | Elődöntők              | Elődöntők              | Elődöntők      |   |         | Döntő   | Döntő | Döntő |
|  |                        |                        |                |   |         |         |       |       |
|  |                        |                        |                |   |         |         |       |       |
|  | Watford                | Watford                | 0 3            |   |         |         |       |       |
|  | Leicester City         | Leicester City         | 1              |   |         |         |       |       |
|  |                        |                        |                |   |         |         |       |       |
|  |                        |                        |                |   |         |         |       |       |
|  |                        |                        |                |   | Watford | Watford | 0     |       |
|  |                        | Crystal Palace         | Crystal Palace | 1 |         |         |       |       |
|  |                        |                        |                |   |         |         |       |       |
|  |                        |                        |                |   |         |         |       |       |
|  |                        |                        |                |   |         |         |       |       |
|  |                        |                        |                |   |         |         |       |       |
|  | Brighton & Hove Albion | Brighton & Hove Albion | 0              |   |         |         |       |       |
|  | Crystal Palace         | Crystal Palace         | 0 2            |   |         |         |       |       |

### Elődöntők
| 2013. május 9. 20:45 (CEST) |

| Leicester City | 1–0               | Watford |
| -------------- | ----------------- | ------- |
| Nugent 82'     | (0–0) Jegyzőkönyv |         |

| King Power Stadium, Leicester Nézőszám: 29 560 Játékvezető: Neil Swarbrick |

| 2013. május 12. 13:30 (CEST) |

| Watford                    | 3–1               | Leicester City |
| -------------------------- | ----------------- | -------------- |
| Vydra 15' 65' Deeney 90+7' | (1–1) Jegyzőkönyv | 19' Nugent     |

| Vicarage Road, Watford Nézőszám: 16 142 Játékvezető: Michael Oliver |

Továbbjutott a Watford 3–2-es összesítéssel.
| 2013. május 10. 20:45 (CEST) |

| Crystal Palace | 0–0               | Brighton & Hove Albion |
| -------------- | ----------------- | ---------------------- |
|                | (0–0) Jegyzőkönyv |                        |

| Selhurst Park, London Nézőszám: 23 294 Játékvezető: Michael Oliver |

| 2014. május 13. 20:45 (CEST) |

| Brighton & Hove Albion | 0–2               | Crystal Palace |
| ---------------------- | ----------------- | -------------- |
|                        | (0–0) Jegyzőkönyv | 69' 88' Zaha   |

| AMEX Stadium, Falmer Nézőszám: 29 518 Játékvezető: Mark Clattenburg |

Továbbjutott a Crystal Palace 2–0-s összesítéssel.

### Döntő
| 2013. május 27. 16:00 |

| Crystal Palace             | 1–0 (h. u.)                 | Watford |
| -------------------------- | --------------------------- | ------- |
| Phillips 105+1' (11-esből) | (0–0, 0–0, 1–0) Jegyzőkönyv |         |

| Wembley, London Nézőszám: 82 025 Játékvezető: Martin Atkinson |

## Góllövőlista
A Play-off mérkőzéseket is beleszámítva
| # | Játékos         | Csapat           | Gól |
| - | --------------- | ---------------- | --- |
| 1 | Glenn Murray    | Crystal Palace   | 30  |
| 2 | Jordan Rhodes   | Blackburn Rovers | 29  |
| 3 | Charlie Austin  | Burnley          | 25  |
| 4 | Matěj Vydra     | Watford          | 22  |
|   | Chris Wood      | Leicester City   | 22  |
| 6 | Troy Deeney     | Watford          | 20  |
| 7 | Tom Ince        | Blackpool        | 18  |
| 8 | David Nugent    | Leicester City   | 16  |
| 9 | Luciano Becchio | Leeds United     | 15  |

Forrás:

## Fordítás
- Ez a szócikk részben vagy egészben  a(z)   2012–13 Football League Championship című angol Wikipédia-szócikk fordításán alapul.  Az eredeti cikk szerkesztőit annak laptörténete sorolja fel. Ez a jelzés csupán a megfogalmazás eredetét és a szerzői jogokat jelzi, nem szolgál a cikkben szereplő információk forrásmegjelöléseként.